# Старий Пачкув
Старий Пачкув (пол. Stary Paczków, нім. Alt Patschkau) — село в Польщі, у гміні Пачкув Ниського повіту Опольського воєводства.
Населення — 516 осіб (2011).

## Демографія
Демографічна структура станом на 31 березня 2011 року:
|          | Загалом | Допрацездатний вік | Працездатний вік | Постпрацездатний вік |
| -------- | ------- | ------------------ | ---------------- | -------------------- |
| Чоловіки | 259     | 58                 | 180              | 21                   |
| Жінки    | 257     | 46                 | 146              | 65                   |
| Разом    | 516     | 104                | 326              | 86                   |